# 10. Armee (Russisches Kaiserreich)
Die 10. Armee des Russischen Kaiserreichs war eine Armee, die während des Ersten Weltkrieges an der Ostfront eingesetzt wurde.

## Geschichte

### 1914
Die 10. Armee wurde nach dem Eintritt Russlands in den Ersten Weltkrieg aufgestellt und stand im Bereich der Nordwestfront (General Schilinski) unter Oberbefehl von General Wassili Pflug.
Im zweiten Treffen hinter der 1. Armee nachfolgend wurde die Besetzung der deutschen Provinz Ostpreußen angestrebt.
Das XXII. Armeekorps und das III. Sibirische Armeekorps dienten Anfang September als Grundstock für die Aufstellung der 10. Armee. Nach dem Abgang des AOK 1 an die Nordfront von Warschau übernahm die 10. Armee die alleinige Befehlsführung der an Grenzen Ostpreußens zurückbelassenen Korps. Im Oktober 1914 gelang es dem Oberbefehlshaber Thadeus von Sievers die ostpreußischen Städte Stallupönen, Gołdap, Johannisburg und Lyck zu besetzen.
Die 10. Armee zählte jetzt 12 Infanterie- und 4 Kavalleriedivisionen:
- Nordflügel: 1. Kavalleriekorps – 1. und 3. Kavallerie-Division
- III. Armeekorps unter Gen. der Inf. Segelow- 29. und 27. Division, 56. Reserve-Division
- Zentrum: XX. Armeekorps unter Gen. der Inf. Bulgakow – 28. Division und 53. Reserve-Division
- XXII. Armeekorps unter Generalmajor Sarin – 73. und 76. Reserve-Division
- XXVI. Armeekorps unter Gen. der Inf. Gerngross – 64. und 84. Reserve-Division
- Südflügel: III. Sibirisches Armeekorps unter Gen. der Inf.  Radkewitsch – Sibir. 7. und 8. Infanterie-Division, 57. Reserve-Division,  4. und 15. Kavallerie-Division

### 1915
Ab 7. Februar 1915 wurde die 10. Armee in der Winterschlacht in Masuren an der östlichen Grenze Ostpreußens durch die deutsche 10. und 8. Armee an beiden Flügeln angegriffen und nach Südosten abgedrängt. Zu spät erkannte der übergeordnete Frontkommandeur Russki die drohende Umfassung durch die deutsche 10. Armee von Norden her und setzte seine Gegenoffensive am Südflügel an. Er wollte dafür auch die neu aufgestellte 12. Armee heranziehen und diese aus dem Raum Lomscha gegen die südliche Grenze Ostpreußens ansetzen. Um dieser Operation Flankensicherung zu geben, verbot er aber den notwendig gewordenen Rückzug seiner bereits im Norden umfassten 10. Armee. Damit saß die zentrale Masse (III., XX. und XXVI. Armeekorps) der Armee Sievers festgenagelt zwischen den beiden deutschen Armeen, die sich an ihren Flanken in ihr Hinterland vorschoben. Als man am 14. Februar den Ernst der Lage erkannt wurde, gab der Armeebefehlshaber den Befehl zum eiligen Rückzug. Zwei Korps konnten sich zwar noch absetzen, das XX. Korps wurde im Waldgebiet bei Augustów vollständig eingeschlossen und kapitulierte mit 12.000 Mann. General von Sievers wurde kurze Zeit später in den Ruhestand versetzt und durch General Radkewitsch ersetzt.
Bis zum 18. August 1915 hatte die deutsche 10. Armee die Festung Kowno zur Kapitulation gezwungen und am 26. August wurden die Operationen gegen Wilna eingeleitet. Ziel war der Vorstoß in den Rücken der beiderseits von Wilna haltenden russischen 10. Armee und der Durchbruch deutscher Kavallerie in Richtung des Bahnknotenpunktes Molodetschno.
Die russische 10. Armee machte an der Willia Front nach Westen und wurde von Norden nach Süden durch das Gardekorps, das Sibirische 3. Armeekorps, das Kaukasische V. und dem II. und V. Armeekorps gebildet, zudem stand das II. Kavalleriekorps zur Verfügung.

## Kommandeure
- Alexei Jermolajewitsch Ewert (10. August – 22. August 1914)
- Wassili Jegorowitsch Pflug (22. August 1914 – 23. September 1914)
- Thadeus von Sievers (23. September 1914 – 25. April 1915)
- Jewgeni Alexandrowitsch Radkewitsch (25. April 1915 – 4. Oktober 1916)
- Afanassi Andrejewitsch Zurikow (4. Oktober – 12. Dezember 1916)
- Wladimir Nikolajewitsch Gorbatowski (12. Dezember 1916 – 1. April 1917)
- Nikolai Michailowitsch Kiselewski (8. April 1917 – 4. Juli 1917)
- Pjotr Nikolajewitsch Lomnowski (4. Juli 1917 – 9. September 1917)
- Ali-Agha Schichlinski (9. September 1917 – 16. November 1917)
- Georgi Iwanowitsch Tschogolkow (November 1917)
- Sergei Michailowitsch Scheideman (November 1917 – ?)